# Ksenija Charczenko
Ksenija Charczenko (ur. 1984 w Kijowie) – ukraińska pisarka i dziennikarka.

## Życiorys
Ukończyła dziennikarstwo na Uniwersytecie Kijowskim. Pracowała jako korektor, redaktor językowo-literacki w wydawnictwie Naukowa Dumka, a potem szef zespołu redakcyjnego w kanale telewizyjnym Intier. Biegle włada językiem polskim, angielskim i rosyjskim, uczy się niemieckiego. W 2005 otrzymała nagrodę literacką miesięcznika "Suczasnist". Publikowała w wielu czasopismach i antologiach, brała udział wielu zdarzeniach literackich (m.in. Noc poezji Lwów 2005, II Międzynarodowy Festiwal Literacki Lwów 2007).
Była stypendystką programu Study Tours to Poland, a od września do listopada 2007 również projektu Homines Urbani w krakowskim Stowarzyszeniu Willa Decjusza.

## Twórczość
2006: Istorija